# UBV systém
UBV systém či Johnsonův systém nebo i Johnsonův-Morganův systém je širokopásmový fotometrický systém pro klasifikaci hvězd podle jejich barvy. Je to první známý standardizovaný fotometrický systém. Písmena U, B a V znamenají ultrafialové, modré (blue) a vizuální magnitudy, které se měří na hvězdě pro klasifikaci v tomto systému. Volba barev je právě taková, protože fotografický film je citlivý na tyto barvy. Systém zavedli v 50. letech 20. století američtí astronomové Harold Lester Johnson a William Wilson Morgan.
Filtry se vybírají takovým způsobem, že střední vlnové délky funkcí citlivosti jsou 364 nm pro U, 442 nm pro B a 540 nm pro V. Nulový bod barevných indexů B-V a U-B byl definován jako nula pro hvězdy A0 V neovlivněné mezihvězdným zčervenáním.
UBV systém má i nevýhody. Krátký rozsah vlnové délky pro filtr U je definován hlavně zemskou atmosférou, než samotnou hvězdou. To znamená, že hodnota této složky jako i pozorovaná magnituda se může měnit s nadmořskou výškou a atmosférickými podmínkami. Naproti tomu velké množství měření bylo vykonaných právě tímto systémem, včetně spousty jasných hvězd.